# رولند بویز برادفورد
رولند بویز برادفورد (انگلیسی: Roland Bradford; ۲۳ فوریهٔ ۱۸۹۲ – ۳۰ نوامبر ۱۹۱۷) افسر ارتش بریتانیا و دریافت‌کننده نشان صلیب ویکتوریا از انگلستان بود، بالاترین نشان شجاعت در مواجهه با دشمن که به نیروهای بریتانیا و کشورهای مشترک‌المنافع اعطا می‌شود. برادر بزرگترش، ستوان یکم جورج بردفورد، نیز نشان صلیب ویکتوریا را دریافت کرد و این دو تنها دو برادری بودند که در طول جنگ جهانی اول این مدال را دریافت کردند.